# Echinidea
Infra-ordre
Les Echinidea sont un infra-ordre d'oursins (échinodermes) au sein de l'ordre des Camarodonta, qui n'est reconnu que par certains organismes de classification.

## Caractéristiques
Ce sont des oursins réguliers : le test (coquille) est plus ou moins sphérique, protégé par des radioles (piquants), l'ensemble suivant une symétrie pentaradiaire (centrale d'ordre 5) reliant la bouche (péristome) située au centre de la face orale (inférieure) à l'anus (périprocte) situé à l'apex aboral (pôle supérieur).
Leur test sans sutures marquées ni ornementations en relief porte des tubercules non perforés ni crénulés, avec un disque apical habituellement hémicyclique. Le péristome comporte des encoches buccales courtes, protégeant une lanterne d'Aristote aux dents incurvées, dont les épiphyses se rejoignent au-dessus du foramen magnum.

## Liste des super-familles et familles
Selon World Register of Marine Species (28 octobre 2013) :
- Famille Echinidae (Gray, 1825)
- Super-famille Odontophora (Kroh & Smith, 2010)
  - Famille Echinometridae (Gray, 1855)
  - Famille Strongylocentrotidae (Gregory, 1900)
  - Famille Toxopneustidae (Troschel, 1872)
- Famille Parechinidae (Mortensen, 1903b)

Cette classification est encore discutée dans le champ de la taxinomie, et n'est pas reconnue par certains organismes comme ITIS ou NCBI.

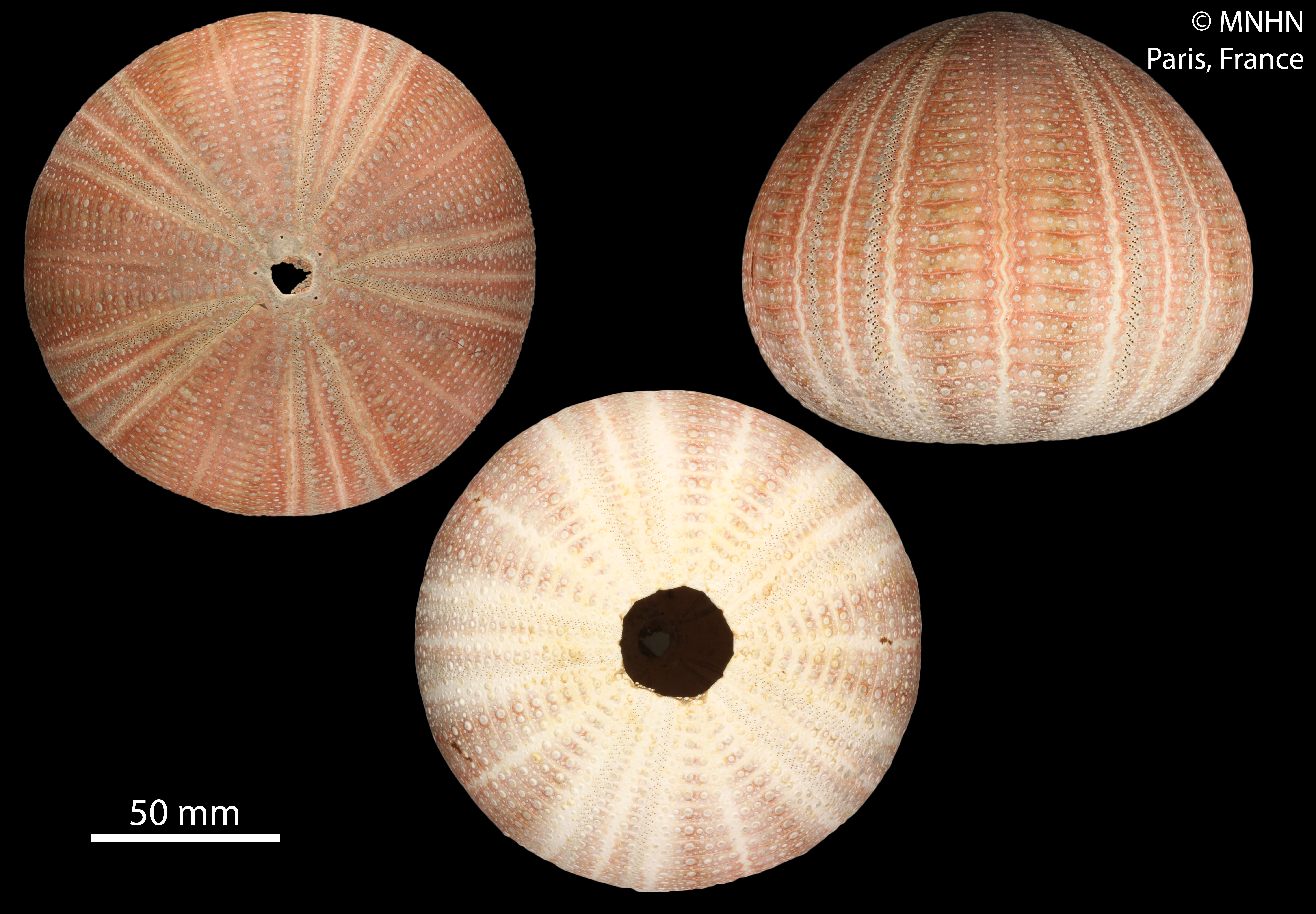
Test d'Echinus melo (Echinidae, MNHN)
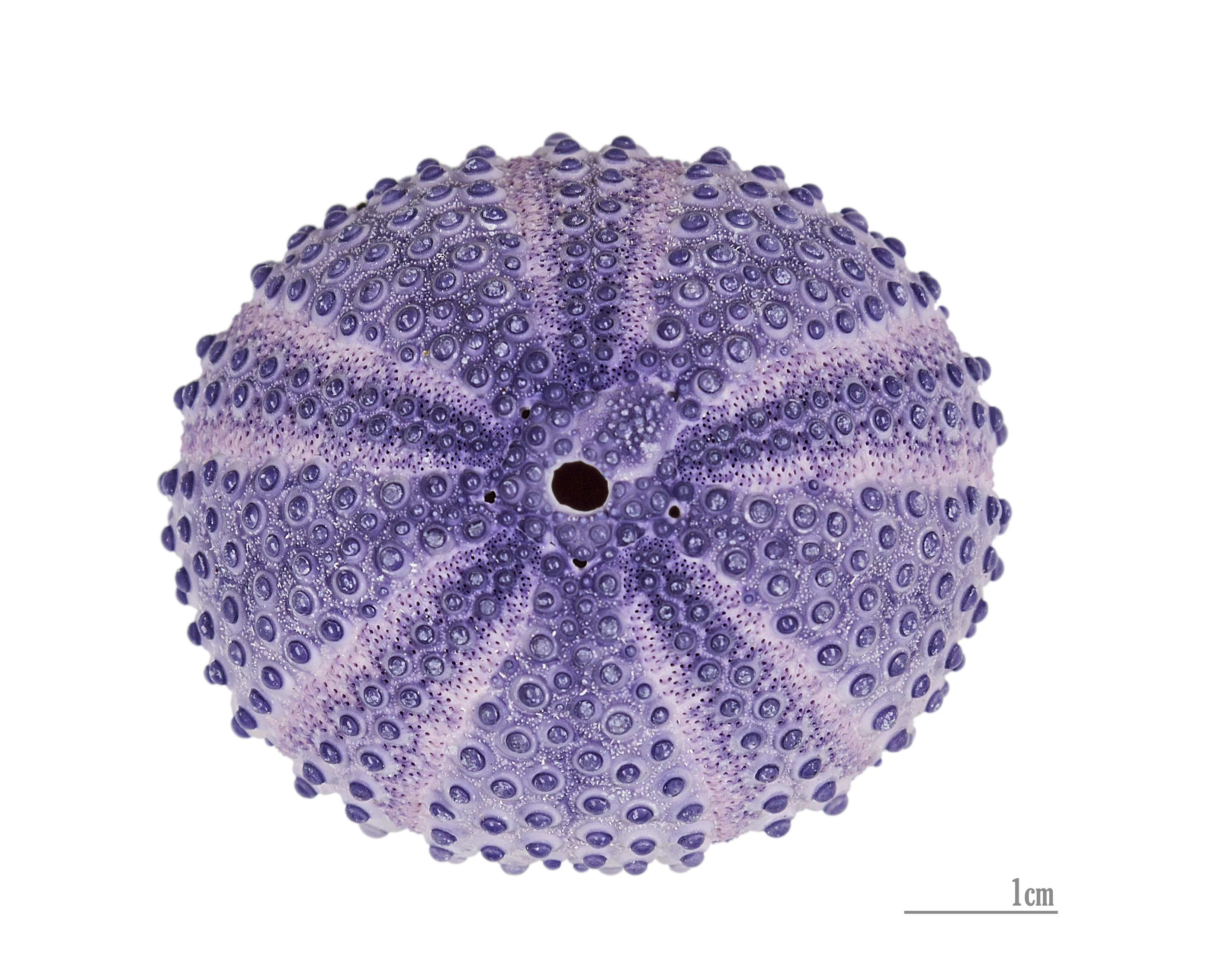
Colobocentrotus atratus (Echinometridae)
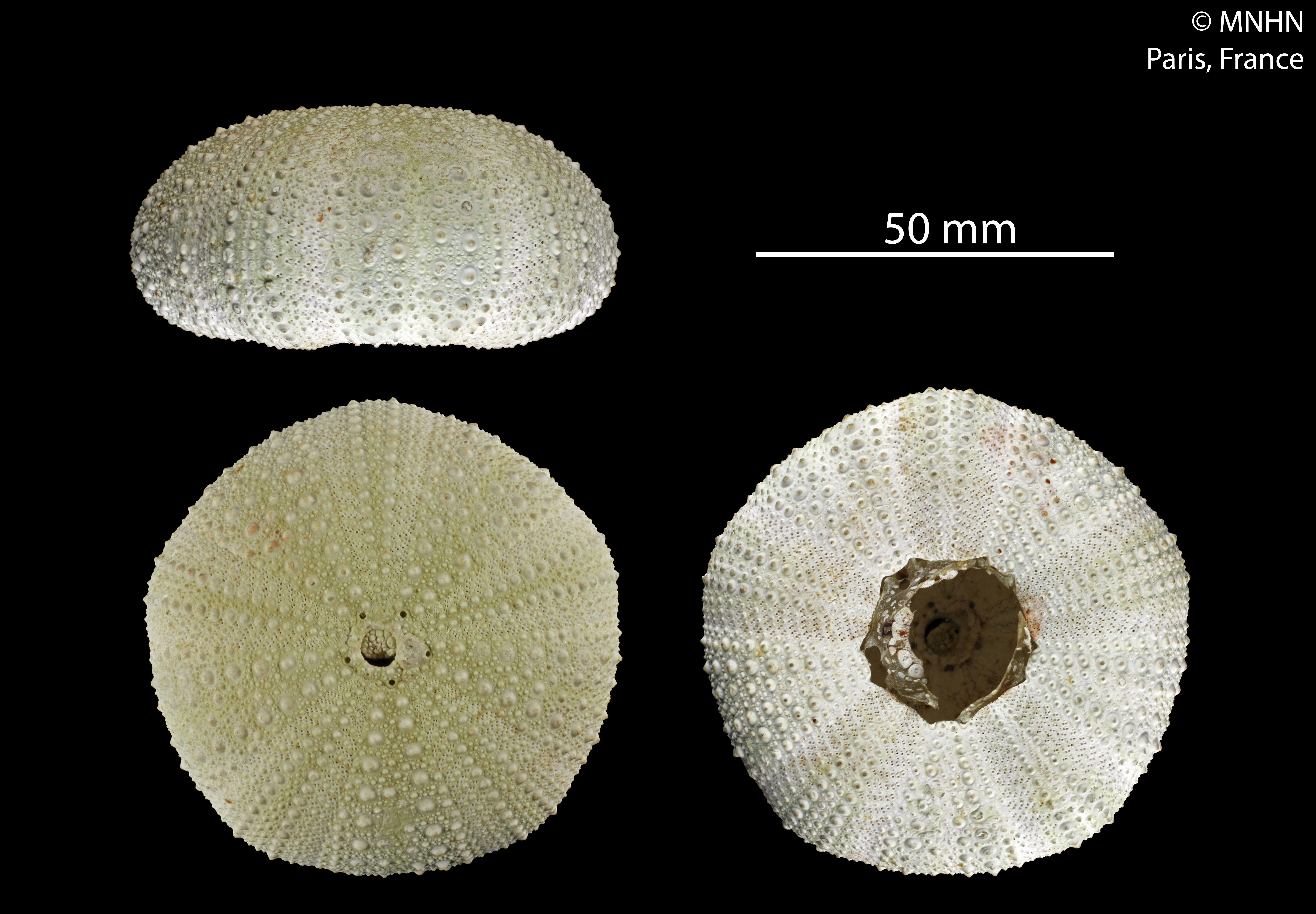
Strongylocentrotus pallidus (Strongylocentrotidae)
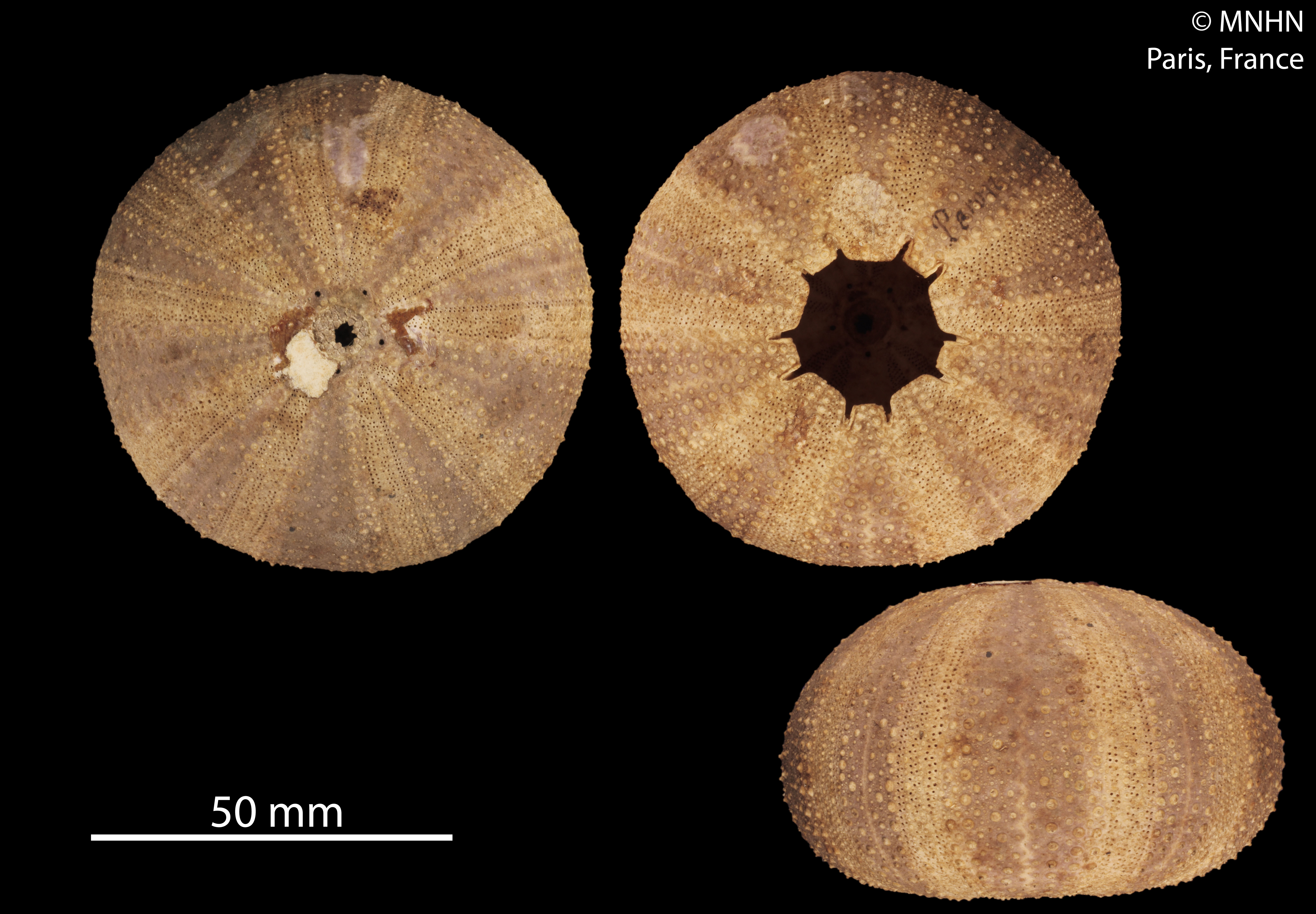
Tripneustes gratilla (Toxopneustidae)
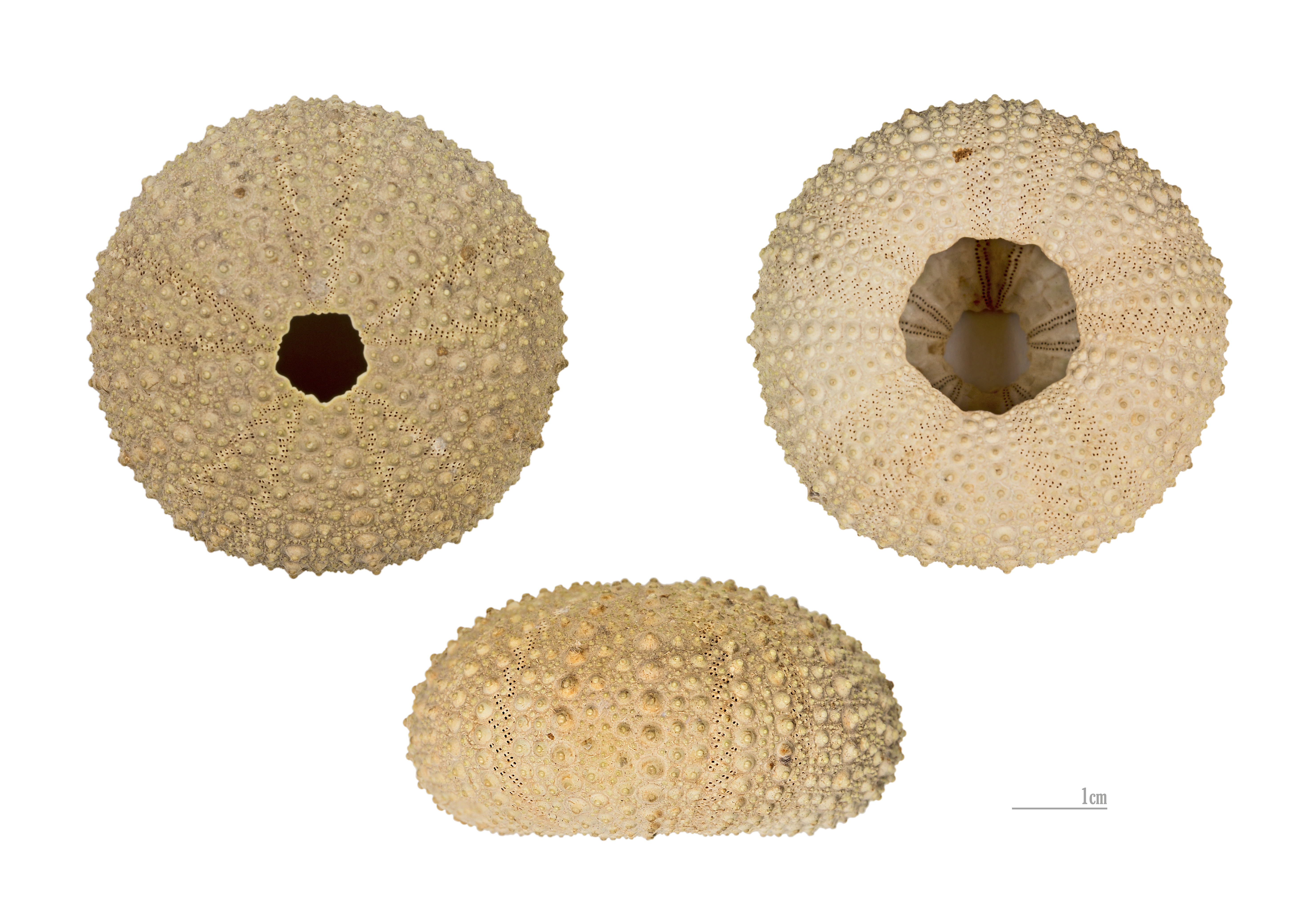
Paracentrotus lividus (Parechinidae)

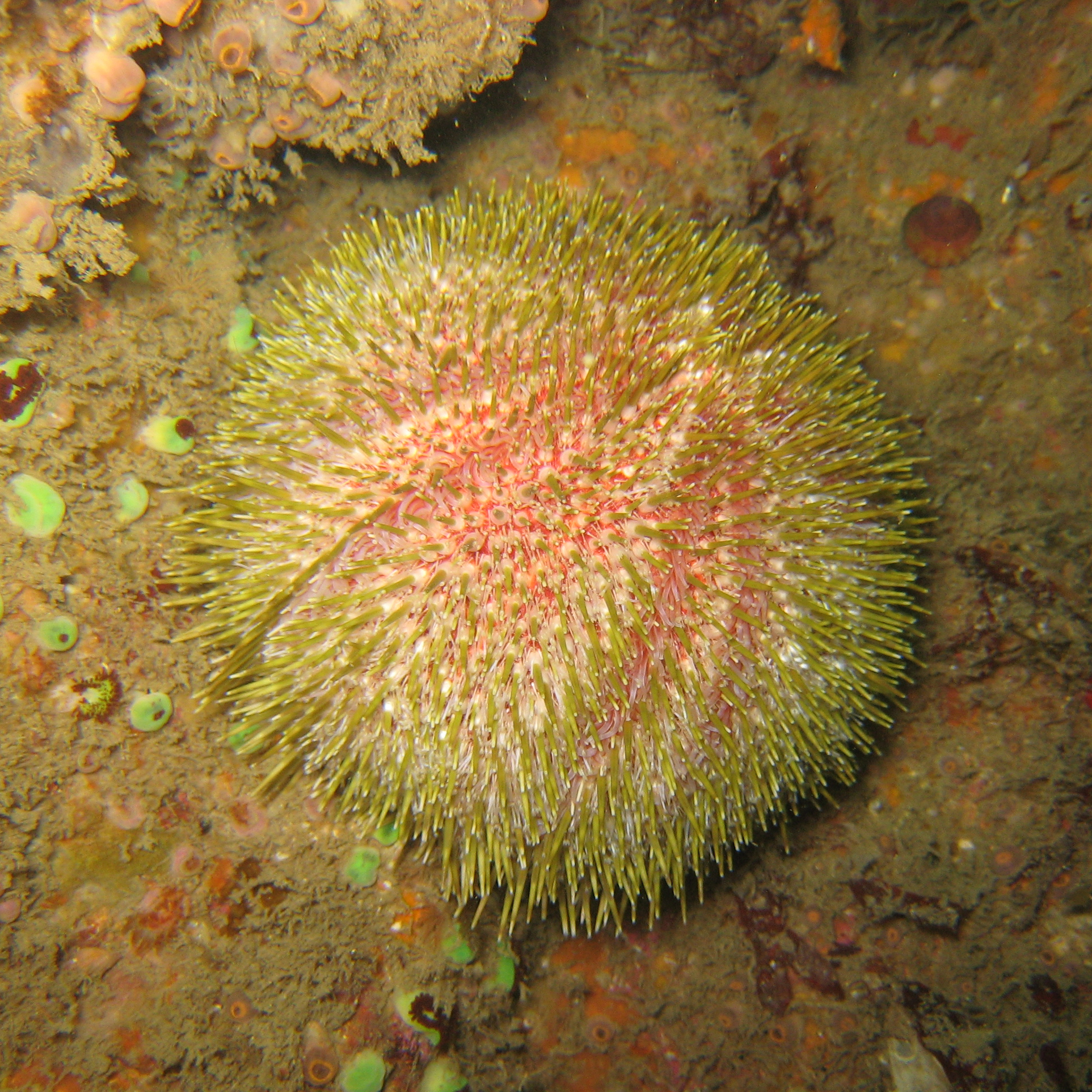
Echinus esculentus (Echinidae).
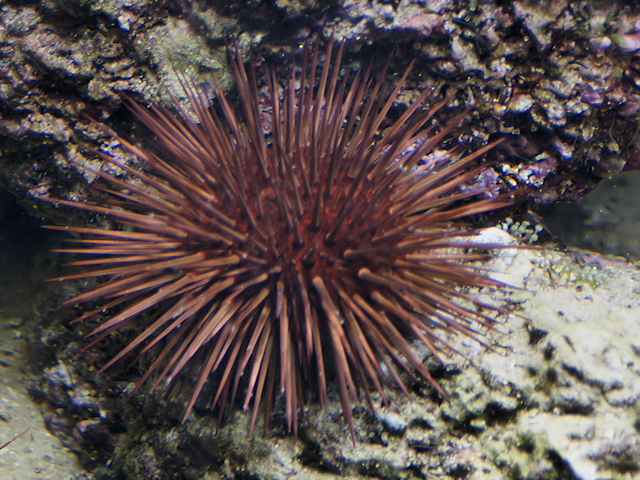
Echinometra lucunter (Echinometridae).
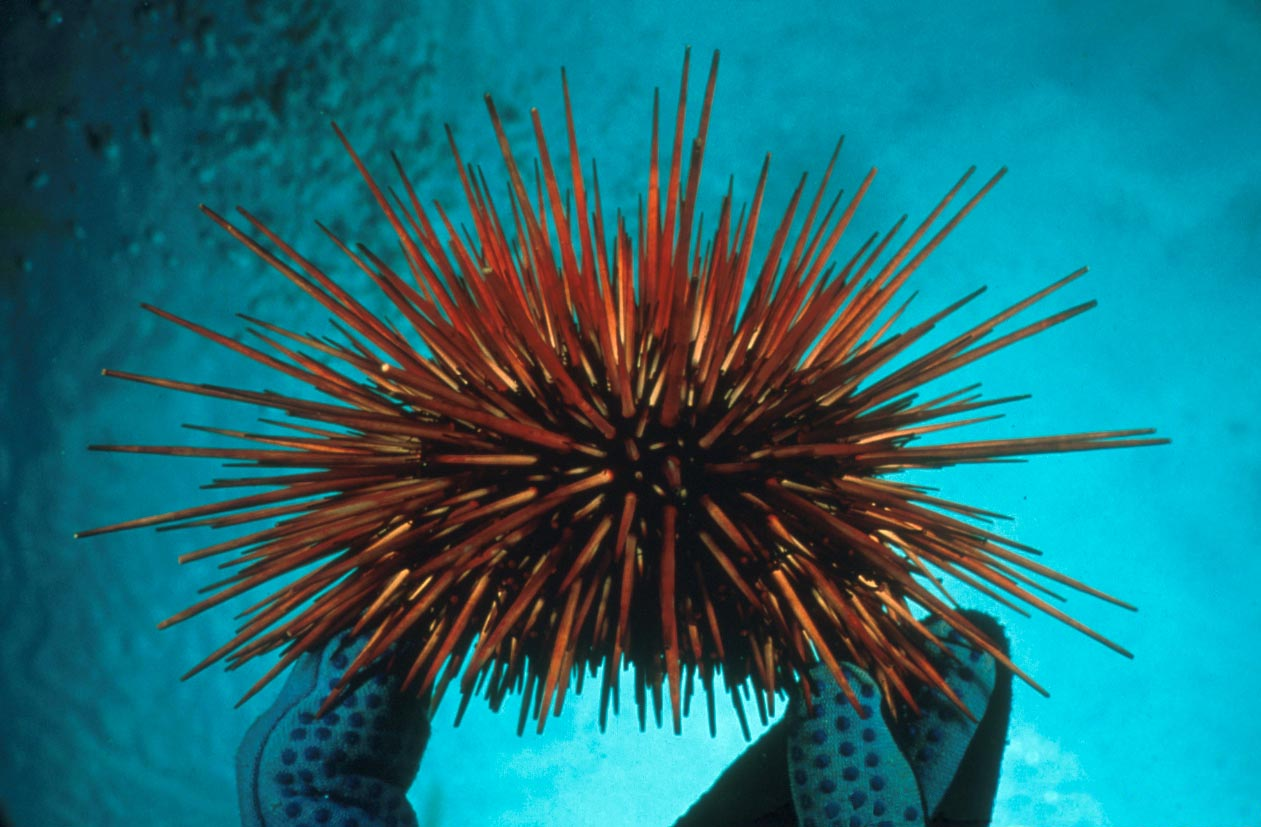
Strongylocentrotus franciscanus (Strongylocentrotidae).
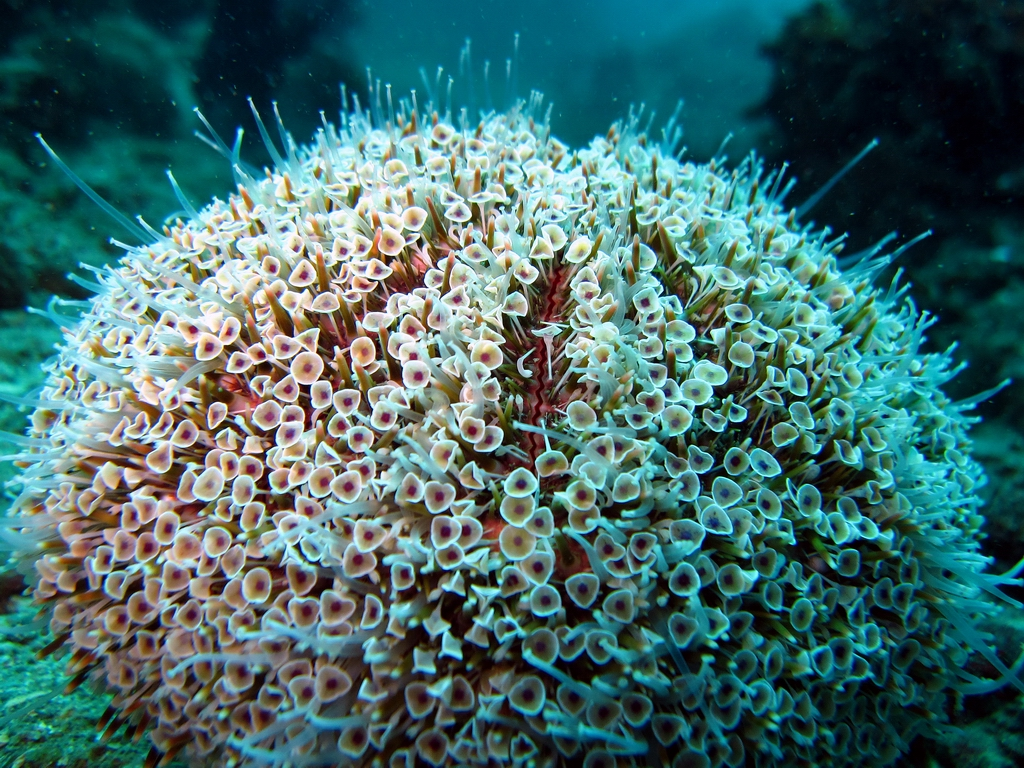
Toxopneustes pileolus (Toxopneustidae).
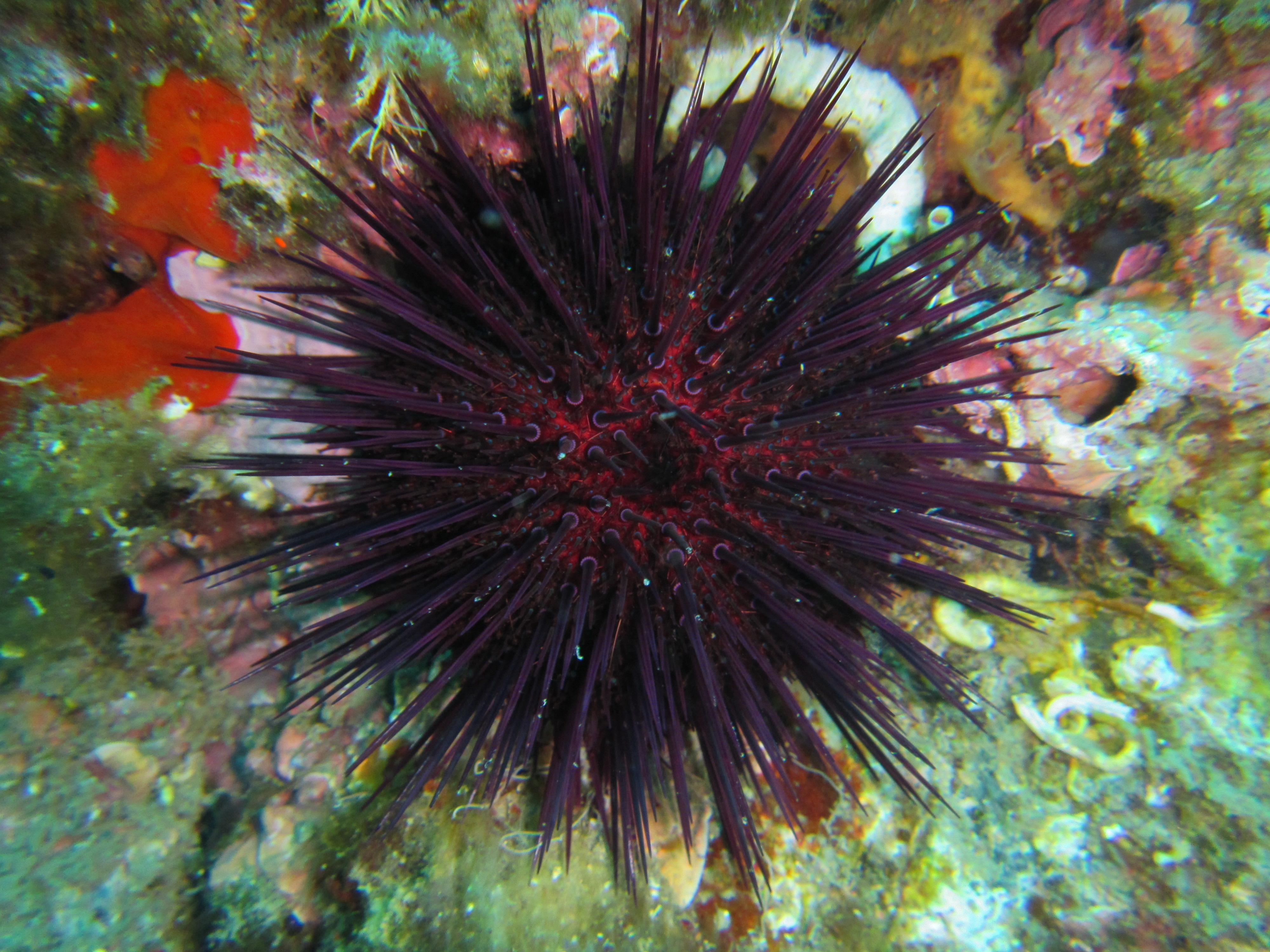
Paracentrotus lividus (Parechinidae).
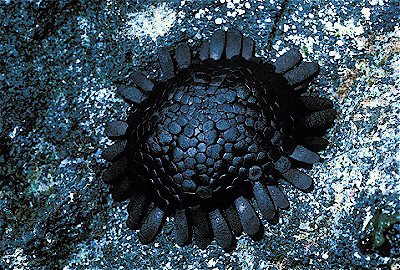
Colobocentrotus atratus.
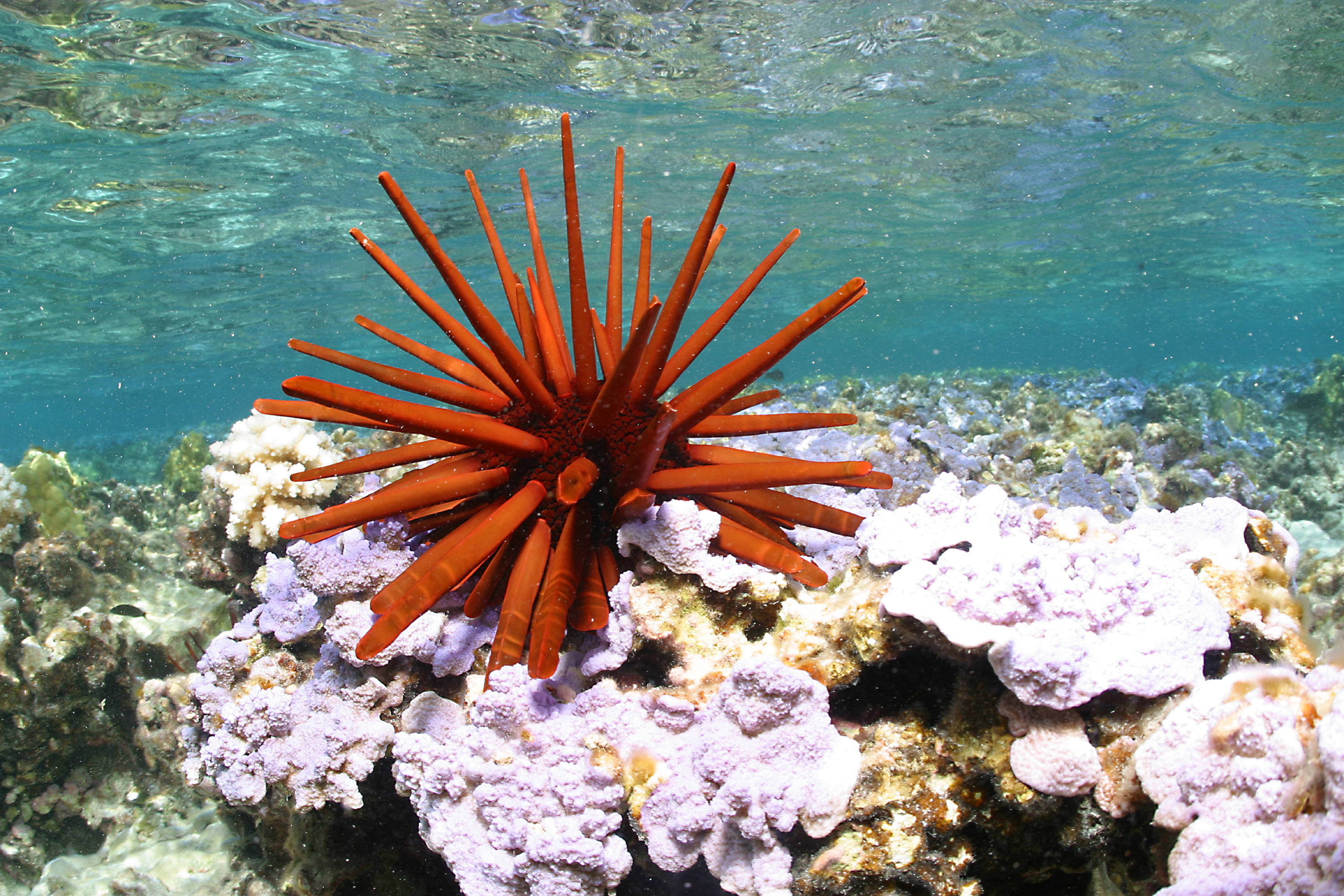
Heterocentrotus mammillatus.